# 洞窟

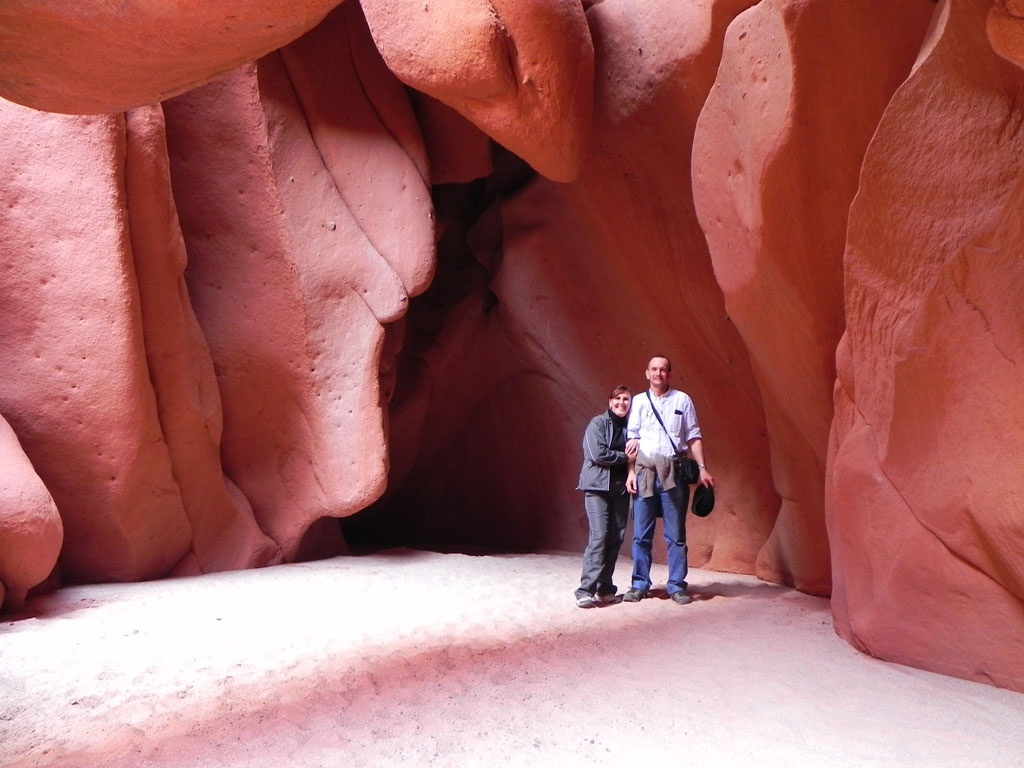
洞窟

洞窟（どうくつ、英: cave, grotto, cavern）とは、地中にある一定の大きさの空間。洞穴（どうけつ、ほらあな）とも言う。一般には地下空間のうち人間が入ることが可能なものをいい、洞口の長径が奥行きよりも小さければ洞長2m程度でも洞窟と呼ばれる。
水平方向に伸びている横穴や井戸状に開口している縦穴（竪穴）などがある。通常、洞内空間は大気で満たされている。内部の気温は、一般に洞窟がある外部の平均気温になり、内部は外部と較べると夏は涼しく・冬は暖かい。また地中であることも含め、一般に湿度が高い。洞口部では日光が差し込むこともあるが、氷河洞・雪渓洞などを除いて奥部は完全な暗黒となる。洞内空間が地下水・海水・堆積物で満たされている洞窟もある。完全に水没しているものは水中洞窟、特に海面下に沈んだものは沈水洞窟と呼ばれる。
広義には自然洞窟だけでなく人工洞窟や混成洞窟を含む。

## 洞窟の種類

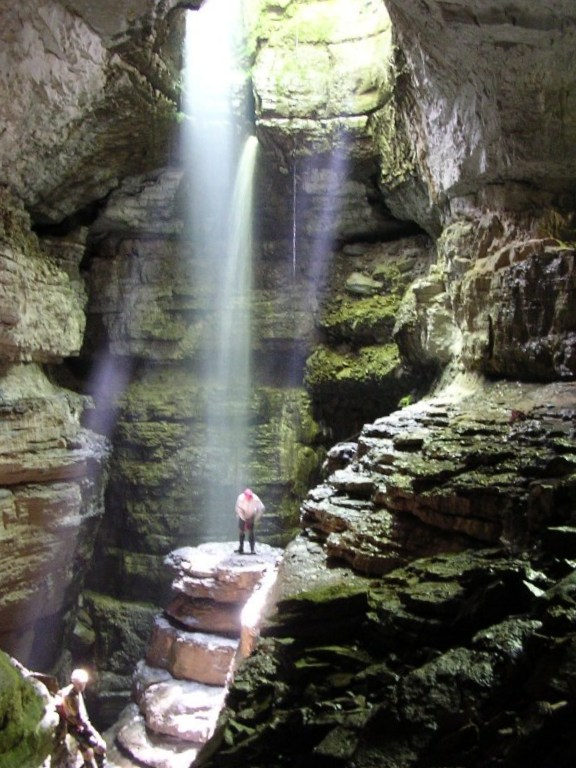
アラバマ洞窟（アメリカ合衆国）

広義の洞窟は自然洞窟、人工洞窟、混成洞窟に分けられる。

### 自然洞窟
自然洞窟は火山洞窟、侵食洞窟、溶食洞窟、構造洞窟に分類される。
- 火山洞窟 - リフト洞窟、ガス噴出孔洞窟、溶岩洞窟など[1]
- 侵食洞窟 - 海食洞窟、湖食洞窟、河食洞窟、風食洞窟[1]
- 溶食洞窟 - 石灰岩洞窟、石膏洞窟、岩塩洞窟、氷河洞窟など[1]
- 構造洞窟 - 節理洞窟、断層洞窟、地震洞窟など[1]
- 人類以外の動物による掘削洞窟

### 人工洞窟
人工洞窟にはシェルター、トンネル、坑道などがある。

### 混成洞窟
自然洞窟と人工洞窟の両方の部分からなるもので、鉱山坑道と自然洞窟の連結洞窟などがある。

## 洞窟の生成

### 洞窟の生成
主作用によって次のように分けられるが、実際には複数の作用が組み合わさっていることが多い。
- 溶食作用（石灰洞/苦灰岩洞・石膏洞・氷河洞/氷洞/雪渓洞など）溶食の原因は、石灰洞/苦灰岩洞では流水中の炭酸（稀には硫酸や塩酸）の存在、石膏洞では水に対する石膏の大きな溶解度、氷河洞/雪渓洞/氷洞では流水や地熱による融解である。
- 波食作用（海食洞・湖食洞・河食洞など）
- 削磨作用（地下水流や河流による硬岩盤の侵食による。花崗岩洞・甌穴洞など）
- 洗掘作用（地下水流や河流による未固結/弱固結岩層の侵食による。シラス洞・黄土洞・風化花崗岩洞・崖錐洞・滝壺洞など）
- 風食/風化作用（風で吹きつける砂粒による削剥や、岩層の表面に滲出する地下水の風化作用などによる。砂岩洞・凝灰岩洞・タフォニなど）
- 昇華作用（氷河洞/氷洞/雪渓洞）
- 火山作用（熔岩洞・樹型洞・噴気孔洞など）
- 火成作用（花崗岩や各種鉱床中に生じた晶洞[2]など）
- 裂開作用（地滑りやその他の物理的応力による割れ目洞・クレバスなどの構造洞窟）
- 崩落作用（地下にある洞窟の上部が崩れ落ちて生じた陥没洞や月面の巨大垂直洞窟[3]）
- 爆発作用（西シベリア、ヤマル地方の永久凍土地帯に生じた巨大垂直洞窟。温暖化によって発生したメタンガス爆発の可能性が大とされている[4]）
- 膨上作用（無水石膏層の吸水による体積膨張で地層がたわむように膨れ上がってできた洞窟[5]）
- 集積作用（巨岩塊が積み重なった隙間がつくる擬似洞窟）
- 被覆作用
  - 造礁作用（サンゴ礁の海中で造礁性生物の成長によってできている洞窟）
  - 晶結作用（石灰華洞、氷瀑洞、氷塔洞窟 [6]）
- 掘削作用（ヒトや動物によって掘られた洞穴）
  - 先史時代：ヨーロッパに多い新石器時代の洞窟状のフリント鉱山跡や、ゾウや水牛が塩類を求めて掘ったケニヤの洞窟 [7]
  - 歴史時代以降：地下鉱山採掘跡、トンネルや防空壕、地下水路、地下墓地/寺院、地下住居など

### 洞窟に似たものを作り出す作用
- 腐食作用（巨大樹木に生じた空洞【うろ】）
- 建造作用（ピラミッドなどの石造/コンクリート建造物等の内部空間）

## 洞窟の生物

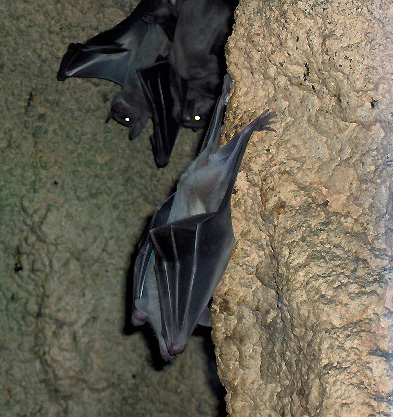
エジプトルーセットオオコウモリ（日中は洞窟内で休む）

洞窟には外界では目にしない、特殊な生物が見られることがある。まとめて洞穴生物と言うこともある。
その性質から、大きく以下の2つに分かれる。
洞窟外と出入りするもの
コウモリやアブラヨタカ、ホラアナグマのように外で採餌し洞窟内で休んだり繁殖したりするものや、カマドウマやゴキブリ類などのように薄暗いところが好きで洞窟にも多く見かける、というものである。これらは分布の広いものが多く、鍾乳洞だけでなく、溶岩洞や海食洞、人工的な洞窟でも見かける。
ほとんど洞窟にのみ棲むもの
洞窟内にしか見られない、あるいはその周辺の地下水などからも見つかるもの。特殊な適応が見られたり、固有種であったりと、洞窟内の独特の環境に特化・特殊化が進んでいるものが多い。節足動物の仲間が多く、大抵は数の多い鍾乳洞で見られるが、最近にできた富士山の溶岩洞や人工的な古い坑道でも見つかることから、洞窟内での進化・適応という考え方が改められた。他に大きいものではホライモリや洞穴生の魚類などが知られている。

## 利用と文化

### 利用
洞窟は、信仰・祭祀・修業の場、住居、墓地、栽培養殖場、氷室 ・貯蔵庫・醸成庫、洞窟治療所などとして利用されている。
洞窟は古くから人間に利用されてきた。文明が発達する以前から、天然の洞窟は往々にしてヒトの住居となっていた。主として洞口に休息の場を求めたと考えられる。隠れ場所としては優れているが、ヒトは夜目が利かないから、奥部までを利用したものではなかったであろう。例外的に、アメリカやヨーロッパの洞窟でミネラルの採取や、原始宗教目的での壁画等の作成のために奥深くまで入った例が知られている。
洞窟を古来住居や軍事、祭祀等に利用した例は多い。文明が発達した後も、中国の窰洞などのように、人工的に洞窟を掘り、利用していることがある。それ以外にも、様々なものを格納し、保存する場所、またゴミ捨て場としても使われた。洞窟内の温度、湿度は一定しているため、農産物などの保存、ワインの醸成場、キノコの栽培場、氷室等に利用されている例がある。また、ハンガリーやイタリアなどの温水が湧くカルスト地域では浴場として利用されている洞窟がある。また呼吸器系疾患の治療に利用されている洞窟もある。
洞窟内の湧水や鍾乳石、洞窟堆積物も資源として利用されている。
そのほか、洞窟は観光資源としても利用されていたり、学術研究やスポーツでの洞窟探検の場にもなっている。

### 文化
日本では洞窟内に神仏を祭った例が各地にみられ（宮崎県鵜戸神宮、埼玉県橋立鍾乳洞など）、洞窟そのものをご神体とする例も多い。
文化的には洞窟は死後の世界や異世界への入り口と見なされた例が多い。イザナギノミコトがイザナミノミコトを求めて黄泉の国へと行ったのも地下へ続く洞窟を通ってである。琉球地方では、かつて洗骨後の追葬（風葬）のために石灰岩の小さなほら穴が利用されていた。
同時に、洞窟は危険なものでもある。奥は闇で何も見えず、行方不明になりやすく、縦穴に落ちる可能性もある。また、危険な獣が棲み着いている場合もある。中国ではトラは洞穴に棲むものとされ、ついでに妖怪や魔物も洞窟をねぐらとする。日本にも怪奇伝説のある洞窟は多い。また、英雄の冒険は往々にして洞窟を探検し、猛獣や魔物を退治する。いわゆるロールプレイングゲームにおけるダンジョンはこれを模したものである。
- 洞窟の方言 [10]
  - 湯釜（北海道：温水が湧く）
  - ワックズ（岩泉：地下水が湧く）
  - フトコロ（青海）
  - ガマ（秩父）
  - ズリドオシ（安曇）
  - シンキチアナ（小笠原）
  - ウド（伊予）
  - カナチアナ（備中：鍾乳洞の意）
  - ヂバス（秋吉：縦穴の意）
  - ハトアナ（平尾台：縦穴の意）
  - ムゴ・テゥル・イェー・イョー・ガマ・ガーマ・ガネ・アブ・ミードー・クムイ・グー（琉球）
  - クラゴー・グラゴー・クラガー・アブガー・ガラガラー・ウリカー・カーラ（琉球：地下水流のあるほら穴の意）

## 世界の洞窟

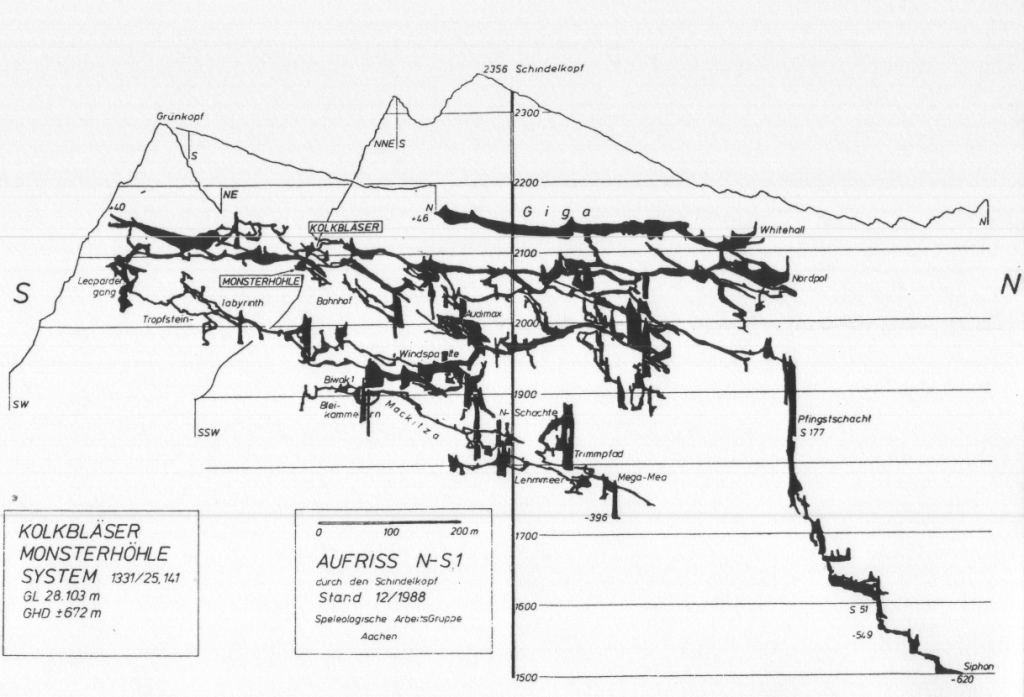
北石灰岩アルプス山脈にあるコルクブレイザー・モンスター洞窟の地図

アメリカ合衆国アリゾナ州にあるグランドガルチ銅山の見取り図

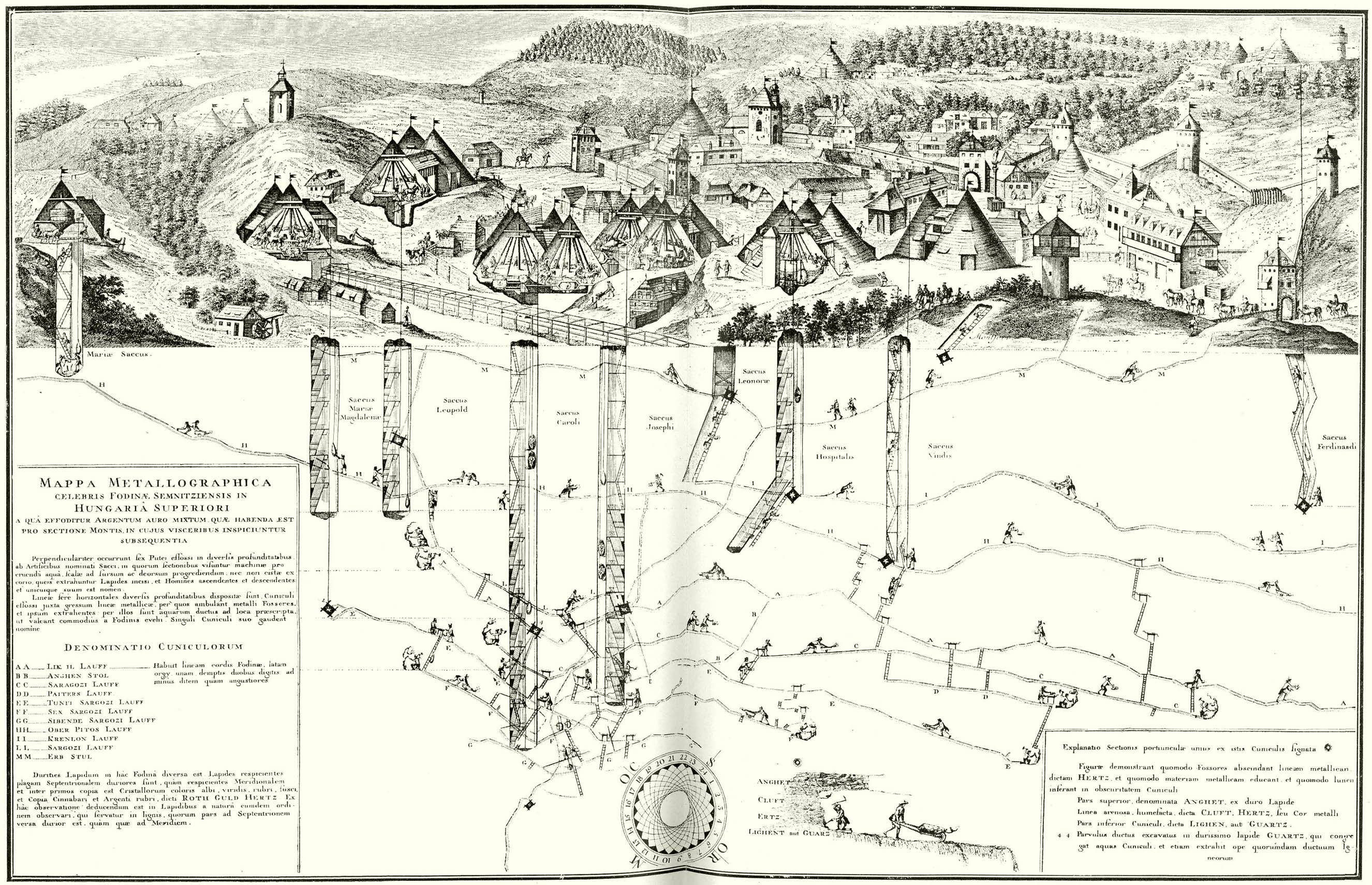
スロバキアの世界遺産バンスカー・シュチャヴニツァ鉱山都市の見取り図

- 洞窟の一覧（英語版）
- 深い洞窟のランキング（英語版）

### 長大洞窟
- マンモス洞窟システム（アメリカ合衆国）
- ジュウエル洞窟（アメリカ合衆国）
- オプテイミステイチェスカヤ洞窟（ウクライナ）【石膏岩洞窟】
- ウインド洞窟（アメリカ合衆国）
- レチュギア洞窟（アメリカ合衆国）
- ヘルロッホ洞窟（スイス）
- フィッシャーリッジ洞窟システム（アメリカ合衆国）
- オヨ・グアレナ洞窟（スペイン）
- ラ・クオモ・デイヨルネド洞窟網（フランス）
- ゾリューシュカ洞窟（ウクライナ）【石膏岩洞窟】
- オックス・ベル・ハ洞窟システム（メキシコ）【水中洞窟】
- Sac Actun+Nohoch Nah Chich洞窟システム（メキシコ）【水中洞窟】
- グア・アイル・イエルニ洞窟（マレーシア）
- ズイーベンヘンツエ洞窟（スイス）
- 双河洞（中国） - 長さ238.38キロメートル[11]
- Schönberg-Höhlensystem (ルイヒャーカーヘーレ洞窟+Feuertal洞窟システム)（オーストリア）
- オゼルナジャ洞窟（ウクライナ）【石膏岩洞窟】
- Bullita洞窟システム（オーストラリア）
- Mortillano洞窟システム（スペイン）
- Ojo Guarena洞窟システム（スペイン）
- Reseau Felix Trombe（フランス）
- Gandara洞窟システム（スペイン）
- トカ・ダ・ボア・ヴィスタ洞窟（ブラジル）

（以上総延長順）
- イーズ・ギル洞窟システム（イギリス）
- ヒルラーツヘーレ洞窟（オーストリア）
- セイントピータースバーグ洞窟（オランダ〜ベルギー）【人工洞窟】
- フライヤー・ホール洞窟システム（アメリカ合衆国）
- ピュリフィカシオン洞窟システム（メキシコ）
- ノボナチ洞窟（メキシコ）
- 万丈窟（韓国）【溶岩洞】
- ソンドン洞（ベトナム）
- ゴロンドリナス洞窟（英語: Cave of Swallows）（メキシコ） - 深さ512メートルの竪穴洞窟

- ヘラニツェ深淵（チェコ） - 水中洞窟。水深404メートル[14]。
- ポッツォ・デル・メッロ洞窟（イタリア） - 水中洞窟。水深392メートル[14]。

※「洞窟探検入門（エリック・ジッリ著、本多力訳）白水社」ほかより。
※ 総延長ランキング Worlds Longest Caves compiled by: Bob Gulden - March 15, 2010

### 洞窟世界一
- 総延長世界一：マンモス洞システム（アメリカ合衆国）643km
- 総延長世界一の水中洞窟：サック・アクトゥン洞窟（メキシコ）360.5 km
- 高度差世界一：クルベラ洞窟（ジョージア）2197m
- 世界最深の縦穴：Vrtoglavica洞（スロベニア）603m
- 世界最大の空洞： Gua Nasib Bagus (Good Luck洞窟）のサラワクチャンバー（マレーシア）幅400m×長さ700m×高さ80m
- 世界最大の通路： ソンドン洞（ベトナム）幅80m×長さ4,600m×高さ80m

## 日本の大洞窟

### 総延長ランキング
| 順 | 名称                                           | 所在地             | 総延長(m) | 参考文献/出典                                                                                            |
| -- | ---------------------------------------------- | ------------------ | --------- | --- |
| 1  | 安家洞                                         | 岩手県岩泉町       | 23700     | NPO法人日本洞穴探検協会2006/5                                                                            |
| 2  | 大山水鏡洞                                     | 鹿児島県知名町     | 10483     | 沖永良部島洞窟探検隊14次隊                                                                               |
| 3  | 河内風穴                                       | 滋賀県多賀町       | 10020     | 2012. 東京スペレオクラブ                                                                                 |
| 4  | 秋芳洞-風穴-葛ヶ穴                             | 山口県美祢市       | 8850.0    | 山口ケイビングクラブ会報, no.45, 2010.                                                                   |
| 5  | 内間木洞                                       | 岩手県久慈市       | 6013.8    | ＊＊＊                                                                                                   |
| 6  | 球泉洞                                         | 熊本県球磨村       | 4800.0    | 日本の大洞窟, 1987. 日本ケイビング協会                                                                   |
| 7  | 鷹ヶ穴                                         | 山口県美祢市       | 4532.0    | 西秋吉台鷹ヶ穴石灰洞学術調査報告, 1981. 秋芳町・秋芳町教育委員会；日本の大洞窟, 1987. 日本ケイビング協会 |
| 8  | 玉泉洞                                         | 沖縄県南城市       | 4500.0    | 日本の大洞窟, 1987. 日本ケイビング協会                                                                   |
| 8  | 親慶原ケイブシステム                           | 沖縄県玉城村       | 4500.0    | ケイビング入門とガイド, 1995. 山と渓谷社                                                                 |
| 10 | 氷渡ケイブシステム（氷渡洞-坪沢穴）            | 岩手県岩泉町       | 3902      | NPO法人日本洞穴探検協会                                                                                  |
| 11 | ゴンボウゾネ-本小屋の穴                        | 岡山県新見市       | 3389.5    | 報告書第11集, 2001. 岡山大学ケイビングクラブ                                                             |
| 12 | あぶくま洞-大滝根洞-鬼穴                       | 福島県田村市       | 3300.0    | ＊＊＊                                                                                                   |
| 13 | 日原三又洞                                     | 東京都奥多摩町     | 3220.0    | 日本の大洞窟, 1987. 日本ケイビング協会                                                                   |
| 14 | 白蓮洞（空穴第2洞）                            | 岩手県住田町       | 3200.0    | 日本の大洞窟, 1987. 日本ケイビング協会                                                                   |
| 14 | 石垣島鍾乳洞（旧竜宮城鍾乳洞・マリヤイーザー） | 沖縄県石垣市       | 3200.0    | 日本の大洞窟, 1987. 日本ケイビング協会                                                                   |
| 16 | 佐々連洞                                       | 山口県萩市         | 3021      | 日本洞窟学会第35回大会秋吉台大会資料集, 2009. 日本洞窟学会ほか                                           |
| 17 | 小池の穴                                       | 鹿児島県知名町     | 3000.0    | ＊＊＊                                                                                                   |
| 18 | 銀水洞                                         | 鹿児島県知名町     | 2903.6    | ＊＊＊                                                                                                   |
| 19 | 熊石洞                                         | 岐阜県郡上市       | 2853.0    | 石灰洞報告書, no.21-22, 1982. 山口大学洞穴研究会                                                         |
| 20 | 大穴鍾乳洞                                     | 福島県南相馬市     | 2772.2    | ＊＊＊                                                                                                   |
| 21 | 福来口鍾乳洞                                   | 新潟県糸魚川市     | 2715.0    | ＊＊＊                                                                                                   |
| 22 | 西下区ガマ                                     | 沖縄県読谷村       | 2570.0    | 日本の大洞窟, 1987. 日本ケイビング協会                                                                   |
| 23 | 明幻洞                                         | 岩手県             | 2500.0    | ＊＊＊                                                                                                   |
| 24 | 仲塔洞                                         | 宮崎県椎葉村       | 2351.0    | 石灰洞報告書, no.23/37, 1996. 山口大学洞穴研究会                                                         |
| 25 | 龍河洞                                         | 高知県香美市       | 2300.0    | 日本の大洞窟, 1987. 日本ケイビング協会                                                                   |
| 26 | 岩屋の穴                                       | 岡山県真庭市       | 2276.2    | 報告書第11集, 2001. 岡山大学ケイビングクラブ                                                             |
| 27 | 鳳雛洞                                         | 鹿児島県知名町     | 2191.0    | ＊＊＊                                                                                                   |
| 28 | 目白洞-水源池の穴                              | 福岡県北九州市     | 2160.0    | ＊＊＊                                                                                                   |
| 29 | 日咩坂鐘乳穴（ひめさかかなちあな）-星穴-大穴   | 岡山県新見市       | 2118.5    | 報告書第12集, 2016. 岡山大学ケイビングクラブ                                                             |
| 30 | 轟壕                                           | 沖縄県宜野湾市     | 2100.0    | 日本の大洞窟, 1987. 日本ケイビング協会                                                                   |
| 31 | 瀧谷洞                                         | 埼玉県秩父市       | 2088.0    | ＊＊＊                                                                                                   |
| 32 | 銀河洞                                         | 鹿児島県伊仙町     | 2052.0    | 日本の大洞窟, 1987. 日本ケイビング協会                                                                   |
| 33 | 昇竜洞上洞（石華洞-桃源洞-華垂洞-悠景洞）      | 鹿児島県知名町     | 2047      | CAVING JOURNAL, no.38, 2010. 日本洞窟学会                                                                |
| 34 | 青龍窟-田代の岩屋                              | 福岡県北九州市     | 2000.0    | 山口大学洞穴研究会1983年測量の未公表データ（日本の大洞窟, 1987. 日本ケイビング協会）                     |
| 34 | 稲積水中鍾乳洞                                 | 大分県豊後大野市   | 2000.0    | ＊＊＊                                                                                                   |
| 36 | 桃の木洞                                       | 岩手県岩泉町       | 1820.0    | ＊＊＊                                                                                                   |
| 37 | 霧穴                                           | 三重県大紀町       | 1789.5    | ＊＊＊                                                                                                   |
| 38 | 諏訪洞                                         | 岡山県真庭市       | 1750.0    | ＊＊＊                                                                                                   |
| 38 | 小半鍾乳洞                                     | 大分県佐伯市       | 1750.0    | JAPAN CAVING, vol.17, no.3-4, 1988. 日本ケイビング協会                                                   |
| 40 | 景清洞-三角田洞-獅子の抜け穴                   | 山口県美祢市       | 1745.0    | 日本の大洞窟, 1987. 日本ケイビング協会                                                                   |
| 41 | 水無鍾乳洞                                     | 福岡県糸島市       | 1630.0    | 石灰洞の研究, no.4, 1980. 洞窟学研究会                                                                   |
| 42 | 白鳳洞                                         | 鹿児島県知名町     | 1586.0    | 日本の大洞窟, 1987. 日本ケイビング協会. 報告書第6集, 1985. 岡山大学ケイビングクラブ.                     |
| 43 | ヤージガマ                                     | 沖縄県南城市       | 1565.0    | 日本の大洞窟, 1987. 日本ケイビング協会                                                                   |
| 44 | 寺山の穴                                       | 山口県美祢市       | 1533.0    | 石灰洞報告書, no.17, 1976. 山口大学洞穴研究会                                                            |
| 45 | てんごの穴                                     | 岐阜県山県市       | 1515.0    | 岐阜大学教育学部研究報告（自然科学）,vol.5, no.1, 1972.                                                  |
| 46 | 宇山洞                                         | 岡山県新見市       | 1514.9    | 報告書第11集, 2001. 岡山大学ケイビングクラブ                                                             |
| 47 | 洞口の穴？間違いデータ？                       | 山口県美祢市       | 1500.0    | ＊＊＊間違いデータ？                                                                                     |
| 48 | 野坑〜井坑〜先不知井坑                         | 長崎県五島市富江町 | 1420      | 洞窟研究, no.4, 1971. 山口ケイビングクラブ                                                               |
| 49 | 八丈風穴第1                                    | 東京都八丈町       | 1403.0    | 洞人, vol.2, no.3, 1980. 日本洞窟協会                                                                    |
| 50 | 倉沢鍾乳洞                                     | 東京都奥多摩町     | 1400.0    | 日本の大洞窟, 1987. 日本ケイビング協会                                                                   |
| 50 | 滝観洞                                         | 岩手県住田町       | 1400.0    | 日本の大洞窟, 1987. 日本ケイビング協会                                                                   |
| 52 | 三ツ池穴                                       | 静岡県富士宮市     | 1376.1    | 洞人, vol.2, no.3, 1980. 日本洞窟協会                                                                    |
| 53 | インガマゴー                                   | 鹿児島県和泊町     | 1352.0    | ＊＊＊                                                                                                   |
| 54 | 大穴                                           | 岩手県岩泉町       | 1350.0    | 日本の大洞窟, 1987. 日本ケイビング協会                                                                   |
| 55 | 深泥ヶ池風穴                                   | 滋賀県多賀町       | 1326.0    | ＊＊＊                                                                                                   |
| 56 | 昇竜洞下洞（夢幻洞-白蛇洞）                    | 鹿児島県知名町     | 1300.0    | 日本の大洞窟, 1987. 日本ケイビング協会                                                                   |
| 56 | ターバルガマ（洞口埋没）                       | 沖縄県宜野湾市     | 1300.0    | 日本の大洞窟, 1987. 日本ケイビング協会                                                                   |
| 58 | 牛追い小屋の穴                                 | 岡山県新見市       | 1293.4    | 報告書第12集, 2016. 岡山大学ケイビングクラブ                                                             |
| 59 | 布佐洞                                         | 岩手県一関市       | 1292.0    | ＊＊＊                                                                                                   |
| 60 | 日原鍾乳洞                                     | 東京都奥多摩町     | 1270.0    | 日本の大洞窟, 1987. 日本ケイビング協会                                                                   |
| 61 | 風神鍾乳洞（風神洞）                           | 熊本県御船町       | 1227.0    | ＊＊＊                                                                                                   |
| 62 | 龍泉洞                                         | 岩手県岩泉町       | 1200.0    | 日本の大洞窟, 1987. 日本ケイビング協会                                                                   |
| 62 | 不動洞                                         | 福岡県行橋市       | 1200.0    | ＊＊＊                                                                                                   |
| 64 | 九折瀬洞                                       | 熊本県五木村       | 1186.0    | 日本の大洞窟, 1987. 日本ケイビング協会                                                                   |
| 65 | 和の穴                                         | 鹿児島県和泊町     | 1108.3    | ＊＊＊                                                                                                   |
| 66 | 相良八郎の穴（相良向かいの穴-八郎沢の風穴）    | 岩手県岩泉町       | 1103.0    | ＊＊＊                                                                                                   |
| 67 | 蛇の穴                                         | 岡山県井原市       | 1100.2    | 報告書第8集, 1989. 岡山大学ケイビングクラブ                                                              |
| 68 | 龍元洞（鹿の井出上の穴）                       | 山口県美祢市       | 1100.0    | 秋吉台の洞窟目録と測図, 1996. 山口ケイビングクラブ                                                       |
| 69 | 大金峰洞                                       | 熊本県八代市       | 1093.0    | ＊＊＊                                                                                                   |
| 70 | 美山鍾乳洞（郡上八幡大鍾乳洞）                 | 岐阜県郡上市       | 1085.0    | 日本の大洞窟, 1987. 日本ケイビング協会                                                                   |
| 71 | 半崎大鍾乳洞                                   | 鹿児島県和泊町     | 1072.0    | ＊＊＊                                                                                                   |
| 72 | 白蓮洞                                         | 新潟県糸魚川市     | 1060.0    | 日本の大洞窟, 1987. 日本ケイビング協会                                                                   |
| 73 | 空穴第4洞                                      | 岩手県住田町       | 1050.0    | JAPAN CAVING 岩手県住田町洞穴特集号, 1981； 日本の大洞窟, 1987. 日本ケイビング協会                       |
| 74 | 竜ヶ岩洞                                       | 静岡県浜松市       | 1046.0    | ＊＊＊                                                                                                   |
| 75 | 大ガマタ沢・螢谷洞                             | 埼玉県秩父市       | 1041.0    | ＊＊＊                                                                                                   |
| 76 | 犬ヶ森の穴                                     | 山口県美祢市       | 1032.0    | 石灰洞報告書, no.21-22, 1982. 山口大学洞穴研究会                                                         |
| 77 | ケイ谷洞                                       | 埼玉県秩父市       | 1029.0    | ＊＊＊                                                                                                   |
| 78 | 仙人洞                                         | 岩手県遠野市       | 1006.0    | ＊＊＊                                                                                                   |
| 79 | 大岳鍾乳洞                                     | 東京都あきる野市   | 1002.0    | JAPAN CAVING, vol.17, 1988. 日本ケイビング協会                                                           |
| 80 | 珊瑚洞                                         | 岐阜県山県市       | 1000.0    | ＊＊＊                                                                                                   |
| 80 | 大倉鍾乳洞（仏穴）                             | 群馬県南牧村       | 1000.0    | ＊＊＊                                                                                                   |
| 80 | 屋川-極楽洞                                    | 鹿児島県与論町     | 1000.0    | 日本の大洞窟, 1987. 日本ケイビング協会                                                                   |
| 80 | イサム暗川                                     | 沖縄県うるま市     | 1000.0    | ＊＊＊                                                                                                   |
| 80 | マジムン洞                                     | 沖縄県南城市       | 1000.0    | 日本の大洞窟, 1987. 日本ケイビング協会                                                                   |

### 高低差ランキング
| 順 | 名称                                         | 所在地           | 高低差(m)  | 参考文献/出典                                                                                            |
| -- | -------------------------------------------- | ---------------- | ---------- | --- |
| 1  | 白蓮洞                                       | 新潟県糸魚川市   | 450        | 日本の大洞窟, 1987. 日本ケイビング協会                                                                   |
| 2  | 青海千里洞-大穴                              | 新潟県糸魚川市   | 365        | 日本の大洞窟, 1987. 日本ケイビング協会                                                                   |
| 3  | 奴奈川洞                                     | 新潟県糸魚川市   | 345        | 日本の大洞窟, 1987. 日本ケイビング協会                                                                   |
| 4  | 銀鳳洞                                       | 新潟県糸魚川市   | 333        | 日本の大洞窟, 1987. 日本ケイビング協会                                                                   |
| 5  | 龍泉洞                                       | 岩手県岩泉町     | 249 (-120) | ＊＊＊                                                                                                   |
| 6  | 胡麻柄洞（消滅）                             | 大分県津久見市   | 215        | 洞人, vol.3, no.4, 1982. 日本洞窟協会                                                                    |
| 7  | 入見穴見戸の穴                               | 山口県美祢市     | 204        | 山口ケイビングクラブ会報, no.18, 1982                                                                    |
| 8  | マイコミの竪穴                               | 岐阜県山県市     | 195        | ＊＊＊                                                                                                   |
| 8  | 霧穴                                         | 三重県大紀町     | 195        | ＊＊＊                                                                                                   |
| 10 | 日咩坂鐘乳穴（ひめさかかなちあな）-星穴-大穴 | 岡山県新見市     | 184        | 日本の大洞窟, 1987. 日本ケイビング協会                                                                   |
| 11 | 大滝根洞-あぶくま洞-鬼穴                     | 福島県田村市     | 183        | 日本の大洞窟, 1987. 日本ケイビング協会                                                                   |
| 12 | 大金峰洞                                     | 熊本県八代市     | 174        | ＊＊＊                                                                                                   |
| 13 | 安家洞                                       | 岩手県岩泉町     | 165        | ＊＊＊                                                                                                   |
| 14 | 鷹ヶ穴                                       | 山口県美祢市     | 164        | 西秋吉台鷹ヶ穴石灰洞学術調査報告, 1981. 秋芳町・秋芳町教育委員会；日本の大洞窟, 1987. 日本ケイビング協会 |
| 15 | 球泉洞                                       | 熊本県球磨村     | 160        | 石灰洞報告書, no.16, 1975. 山口大学洞穴研究会                                                            |
| 15 | 竜王洞                                       | 愛媛県西予市     | 159.6      | 石灰洞報告書, no.17, 1976. 山口大学洞穴研究会                                                            |
| 17 | 熊石洞                                       | 岐阜県郡上市     | 155        | 石灰洞報告書, no.21-22, 1982. 山口大学洞穴研究会                                                         |
| 18 | 豆焼沢・瀧谷洞                               | 埼玉県秩父市     | 153        | ＊＊＊                                                                                                   |
| 19 | 明幻洞                                       | 岩手県           | 150        | ＊＊＊                                                                                                   |
| 20 | 龍泉洞                                       | 岩手県岩泉町     | 147        | ＊＊＊                                                                                                   |
| 21 | 岩永台P4の穴                                 | 山口県美祢市     | 146        | 西秋吉台の石灰洞, 1985. 山口ケイビングクラブ                                                             |
| 22 | 西山の竪穴                                   | 山口県美祢市     | 145        | 石灰洞報告書, no.9, 1967. 山口大学洞穴研究会                                                             |
| 22 | ゴウトウ穴                                   | 広島県庄原市     | 145        | 日本の大洞窟, 1987. 日本ケイビング協会                                                                   |
| 24 | 大金峰洞                                     | 熊本県泉村       | 144        | 石灰洞報告書, no.29, 1990. 山口大学洞穴研究会                                                            |
| 25 | 秋芳洞-風穴-葛ヶ穴                           | 山口県美祢市     | 137        | 日本の大洞窟, 1987. 日本ケイビング協会                                                                   |
| 26 | 日原鍾乳洞                                   | 東京都奥多摩町   | 134        | 日本の大洞窟, 1987. 日本ケイビング協会                                                                   |
| 27 | 蛇ヶ穴（埋積消滅）                           | 山口県美祢市     | 130        | 石灰洞報告書, no.8, 1966. 山口大学洞穴研究会                                                             |
| 28 | 氷渡洞                                       | 岩手県岩泉町     | 122        | 日本の大洞窟, 1987. 日本ケイビング協会                                                                   |
| 29 | 井倉洞-獅子穴                                | 岡山県新見市     | 120        | 日本の大洞窟, 1987. 日本ケイビング協会                                                                   |
| 30 | 吐合洞                                       | 熊本県五木村     | 113        | 日本の大洞窟, 1987. 日本ケイビング協会                                                                   |
| 31 | 稲積水中鍾乳洞                               | 大分県豊後大野市 | 110 (-70)  | ＊＊＊                                                                                                   |
| 31 | 風頭の竪穴                                   | 熊本県球磨村     | 110        | 日本の大洞窟, 1987. 日本ケイビング協会                                                                   |
| 31 | 黒岳の竪穴                                   | 大分県豊後大野市 | 110        | 石灰洞報告書, no.19, 1979. 山口大学洞穴研究会                                                            |
| 31 | 隠河洞                                       | 山口県美祢市     | 110        | 石灰洞報告書, no.15, 1974; no.21-22, 1982. 山口大学洞穴研究会                                            |
| 31 | 大滝鍾乳洞                                   | 岐阜県郡上市     | 110        | 岐阜大学教育学部研究報告（自然科学）, vol.4, no.5, 1971                                                  |
| 31 | 葉木の竪穴                                   | 熊本県泉村       | 110        | 日本の大洞窟, 1987. 日本ケイビング協会                                                                   |
| 37 | 沢穴                                         | 新潟県糸魚川市   | 108        | 日本の大洞窟, 1987. 日本ケイビング協会                                                                   |
| 37 | 氷渡探検洞（氷渡洞-坪沢穴）                  | 岩手県岩泉町     | 107.9      | ＊＊＊                                                                                                   |
| 39 | 宇山洞                                       | 岡山県新見市     | 107.4      | 報告書第11集, 2001. 岡山大学ケイビングクラブ                                                             |
| 39 | 景清洞-三角田洞-獅子の抜け穴                 | 山口県美祢市     | 107        | 日本の大洞窟, 1987. 日本ケイビング協会                                                                   |
| 41 | 羅生門第1洞-第3洞                            | 岡山県新見市     | 104        | 日本の大洞窟, 1987. 日本ケイビング協会                                                                   |
| 41 | 岡崎の穴                                     | 山口県美祢市     | 104        | 日本の大洞窟, 1987. 日本ケイビング協会                                                                   |
| 43 | 帰り水の竪穴                                 | 山口県美祢市     | 103.5      | 石灰洞報告書, no.10, 1968. 山口大学洞穴研究会                                                            |
| 44 | 滝谷第1洞                                    | 新潟県糸魚川市   | 102        | 日本の大洞窟, 1987. 日本ケイビング協会                                                                   |
| 44 | てんごの穴                                   | 岐阜県山県市     | 102        | ＊＊＊                                                                                                   |
| 46 | 大山水鏡洞                                   | 鹿児島県知名町   | 100.3      | ＊＊＊                                                                                                   |
| 46 | ななめ穴                                     | 岐阜県山県市     | 100        | 日本の大洞窟, 1987. 日本ケイビング協会                                                                   |
| 46 | 無名穴                                       | 山口県美祢市     | 100        | 石灰洞報告書, no.12, 1971. 山口大学洞穴研究会；日本の大洞窟, 1987. 日本ケイビング協会                    |
| 46 | 明幻洞                                       | 岩手県住田町     | 100        | ＊＊＊                                                                                                   |
| 46 | 芳ヶ谷第2洞-第3洞                            | 福岡県北九州市   | 100        | ＊＊＊                                                                                                   |

※日本洞窟学会公式データではない。

### 縦穴高度差ランキング
- 銀鳳洞（新潟県）-98m
- 蛇ヶ穴（山口県）-91m
- 角隠しの穴（山口県）-89m
- 椿穴（山口県）-88m
- 横平の穴（山口県）-88m
- 長穴（山口県）-85m

※中川寛一ほか：素晴らしき地底の世界, 1982. 日本テレビ放送網株式会社、山口ケイビングクラブ：秋吉台の洞窟目録と測図, 1996.  より.。

### 空間・ホールのランキング
| 空間・ホール |            |                    |                |                         |                                                                  |
| 順           | ホール名   | 洞窟名             | 所在地         | サイズ (幅×長さ×高低差) | 参考文献/出典                                                    |
| 1            | 蛇ヶ穴     | 蛇ヶ穴（埋積消滅） | 山口県美祢市   | 110m×130m×90m           | 石灰洞報告書, no.8, 1966. 山口大学洞穴研究会                     |
| 2            | 千畳敷     | 秋芳洞             | 山口県美祢市   | 80m×175m×35m            | 洞窟研究, no.5, 1973. 山口ケイビングクラブ                       |
| 3            | 須弥山     | 秋芳洞             | 山口県美祢市   | 70m×110m×50m            | 洞窟研究, no.5, 1973. 山口ケイビングクラブ                       |
| 4            | 第四主洞   | 寺山の穴           | 山口県美祢市   | 30m×160m×10m            | ＊＊＊                                                           |
| 5            | 柩鳳の間   | 青海千里洞         | 新潟県糸魚川市 | 40m× 90m×**m            | ＊＊＊                                                           |
| 6            | ガラガラ坂 | 鷹ヶ穴             | 山口県美祢市   | 50m× 60m×35m            | 西秋吉台鷹ヶ穴石灰洞学術調査報告, 1981. 秋芳町・秋芳町教育委員会 |

※日本洞窟学会公式データではない。

### 地底湖ランキング
| 地底湖 |          |          |              |                       |                                                |
| 順     | ホール名 | 洞窟名   | 所在地       | サイズ (幅×長さ×深さ) | 参考文献/出典                                  |
| 1      | 第三主洞 | 寺山の穴 | 山口県美祢市 | 約40m×約40m×10m+      | 石灰洞報告書, no.17, 1976. 山口大学洞穴研究会  |
| 2      | 琴ヶ淵   | 秋芳洞   | 山口県美祢市 | 約15m×約60m×3m        | 秋吉台と鍾乳洞探検, 1992. 山口ケイビングクラブ |

※日本洞窟学会公式データではない。

### 洞内滝ランキング
| 洞内滝 |                            |          |                |      |                                                               |
| 順     | 滝名                       | 洞窟名   | 所在地         | 高さ | 参考文献/出典                                                 |
| 1      | 地軸の滝-二の滝-六合目の滝 | 井倉洞   | 岡山県新見市   | 50m  | 岡山のカルスト, 1992. 山陽新聞社                              |
| 2      | 黄金の大滝                 | 竜ヶ岩洞 | 静岡県浜松市   | 30m  | http://www.doukutu.co.jp/index.html                           |
| 3      | 天の岩戸の滝               | 滝観洞   | 岩手県住田町   | 29m  | 滝観洞                                                        |
| 4      | 洞奥の滝                   | 目白洞   | 福岡県北九州市 | 20m  | http://gazone.morrie.biz/tokusyuu/hiraodai_sisen_rindoo1.html |

※日本洞窟学会公式データではない。